# Вечірня година
«Вечі́рня годи́на» — вірш Лесі Українки. Присвячений Олені Пчілці («Коханій мамі»).
Вперше надруковано у збірці «На крилах пісень», 1893, стор. 38, поміщене також у київському (1904) виданні збірки.
Автограф не зберігся. В рукописі збірки «На крилах пісень» (ІЛІШ, ф. 2, № 747, стор. 19) авторизована копія.
Датується орієнтовно 1889 р.